# Buse Naz Çakıroğlu
Buse Naz Çakıroğlu (Trebisonda, 26 de mayo de 1996) es una deportista turca que compite en boxeo.
Participó en dos Juegos Olímpicos de Verano en los años 2020 y 2024, obteniendo dos medallas, plata en Tokio 2020 y plata en París 2024.

## Palmarés internacional
| Juegos Olímpicos | Juegos Olímpicos | Juegos Olímpicos | Juegos Olímpicos |
| Año              | Lugar            | Medalla          | Categoría        |
| ---------------- | ---------------- | ---------------- | ---------------- |
| 2020             | Tokio (Japón)    | Medalla de plata | 51 kg            |
| 2024             | París (Francia)  | Medalla de plata | 50 kg            |